# Štorovo
Štorovo este o localitate din comuna Bloke, Slovenia, cu o populație de 6 locuitori.